# Argocoffeopsis lemblinii
Argocoffeopsis lemblinii (Synonyme: Randia lemblini, Argocoffea lemblini, Coffea lemblini) ist ein ausgestorbener Verwandter des Kaffees aus der Familie der Rötegewächse. Er ist nur vom Holotypus bekannt, den der französische Botaniker Auguste Jean Baptiste Chevalier im Januar 1907 im Flusstal des Agnéby im westafrikanischen Staat Elfenbeinküste sammelte. Bei späteren Suchen wurde das Taxon nicht mehr nachgewiesen. 

## Merkmale
Argocoffeopsis lemblinii war ein weit verzweigter Strauch, der eine Wuchshöhe von 50 Zentimetern erreichte. Die Blüten waren weiß, die kleinen Früchte kugelähnlich. Sein Lebensraum waren Wälder.

## Systematik
Bei der Erstbeschreibung im Jahre 1920 benutzte Auguste Chevalier den Namen Coffea lemblini als Nomen nudum. 1938 wurde die Art in die Gattung Randia klassifiziert. 1958 verfasste Ronald William John Keay eine Ergänzung zu Chevaliers Beschreibung und das Taxon erhielt erneut den Namen Coffea lemblinii. 1963 gab es einen Transfer der Art in die Gattung Argocoffea durch Jean-François Leroy. Nach einer Revision durch Elmar Robbrecht im Jahre 1981 trägt die Pflanze nun den wissenschaftlichen Namen Argocoffeopsis lemblinii (A.Chev.) Robbr.

### Primärliteratur
- Auguste Chevalier (1920): Exploration botanique de l'Afrique occidentale Francaise, Bd. l, Enumeration des plantes (Erstbeschreibung)
- Auguste Chevalier (1938): Revue international de botanique appliquée et d'agriculture tropicale 18: 415, t. 10. (Transfer in die Gattung Randia)
- Ronald William John Keay (1958): Notes on Rubiaceae for the "Flora of West Tropical Africa: II". In: Bulletin du Jardin botanique de l'État a Bruxelles, Vol. 28, Fasc. 3 (Sep. 30, 1958), S. 291–298 (Umbenennung in Coffea lemblinii)
- Jean-François Leroy (1963): Un faux Caféier à rechercher en Côte d'Ivoire : l'Argocoffea lemblini (A. Chev.) In: Journal d'Agriculture tropicale et de Botanique appliquée Vol. 10, S. 259–261. (Transfer in die Gattung Argocoffea)
- Elmar Robbrecht (1981): Studies in tropical African Rubiaceae (II):5. A survey of Argocoffeopsis. In: Bulletin du Jardin Botanique National de Belgique (Transfer in die Gattung Argocoffeopsis)

### Sekundärliteratur
- John Hutchinson und John McEwen Dalziel: Flora of West Tropical Africa: Vol. 2 Ericaceae-Labiatae. Crown Agents, 1963
- Auguste Chevalier (1947): Les caféiers du globe. III. Systématiques des caféiers et faux caféiers. Maladies et insectes nuisible. Vol. 28, Fascicule III. Encyclopédie biologique, Paris: P Lechevalier.